# Quezon City
Quezón City (fil. Lungsod Quezon, hiszp. Ciudad Quezon) – historyczna stolica Filipin w latach 1948–1976, wchodząca obecnie w skład Narodowego Terytorium Stołecznego Metro Manila. Miasto położone jest na wyspie Luzon, na północny wschód od obecnej stolicy Manili. W 2010 roku jego populacja liczyła 2 761 720 mieszkańców.

## Historia
Miasto zostało nazwane na cześć Manuela L. Quezona, prezydenta Wspólnoty Filipin w latach 1935–1944, który był jego założycielem. Już na początku XX wieku Quezón marzył o mieście, które mogłoby być nową stolicą kraju. W 1938 zakupił obszar o powierzchni 15,29 km² od rodziny posiadaczy ziemskich. W 1939 parlament uchwalił ustawę o budowie miasta, którą prezydent Quezón podpisał 12 października tego samego roku. Po wojnie, prezydent Elpidio Quirino podpisał 17 lipca 1948 ustawę o przeniesieniu stolicy z Manili do Quezón City. Dwa lata później granice miasta poszerzono do obecnej wielkości 153,59 km².
W 1968 r. został założony uniwersytet.
Quezón City było stolicą Filipin przez niespełna trzy dekady. W 1975 prezydent Ferdinand Marcos ustanowił obszar metropolitalny Manili, którego jednym z 17 miast i gmin składowych było Quezón City. Rok później, 24 czerwca 1976, podjęto decyzję o przeniesieniu stolicy z powrotem do Manili. W Quezón City znajduje się jeszcze jednak wiele budynków rządowych, m.in. Batasang Pambansa, siedziba niższej izby parlamentu filipińskiego. Tutaj też znajduje się główny kampus Uniwersytetu Filipińskiego.
W 1998 podjęto decyzję o wyłączeniu północnej części miasta i utworzeniu nowego miasta Novaliches, jednak projekt ten nie został zaakceptowany przez mieszkańców Quezón City.

## Gospodarka
W mieście rozwinął się przemysł włókienniczy, odzieżowy, maszynowy, metalowy, chemiczny, drzewny oraz spożywczy.

## Miasta partnerskie
- New Westminster, Kanada
- Chiba, Japonia
- Tajpej, Republika Chińska
- Daly City, Stany Zjednoczone
- Salt Lake City, Stany Zjednoczone
- Kenosha, Stany Zjednoczone
- Shenyang, Chińska Republika Ludowa
- General Santos, Filipiny
- Caracas, Wenezuela
- Iloilo, Filipiny